# Крюково (Владимирская область)
Крюково — село в Гусь-Хрустальном районе Владимирской области России, входит в состав муниципального образования «Посёлок Золотково».

## География
Село расположено в 18 км на северо-восток от центра поселения посёлка Золотково и в 42 км на восток от Гусь-Хрустального.

## История
По записям в патриарших окладных книгах видно, что первый раз церковь здесь была построена в 1635 году и освящена в честь Успения Пресвятой Богородицы. В 1709 году её перестроили. В 1717 году по просьбе помещика Ивана Михайловича Дубенского в Крюково было разрешено строительство другой теплой деревянной церкви во имя святого великомученика Дмитрия Солунского с приделом в честь святых мучеников Флора и Лавра. В 1777-81 годах вместо деревянной церкви в честь Успения Божьей Матери устроен каменный храм в честь того же праздника. Новый храм строила помещица Панцырева, и поставлен он был на новом месте за селом возле помещичьего дома. Каменная церковь выстроена в архитектурном стиле позднего барокко. В 1792 году была перестроена и Дмитриевская деревянная церковь, но до 1809 года она оставалась неосвященной. Затем церковь разобрали, и за счет нее была расширена трапеза каменного храма. Это расширение было произведено на средства помещика И. А. Дубенского. Престолов в храме три: главный — в честь Успения Пресвятой Богородицы, в приделах — во имя святого мученика Димитрия Солунского (освящен в 1814 году) и святых мучеников Флора и Лавра (освящен в 1825 году). Зимние службы проходили в Дмитровском приделе. С 1894 года в селе Крюково существовала земская народная школа, в которой в 1896 году было 50 учащихся.
В XIX и первой четверти XX века село являлось центром Крюковской волости Меленковского уезда.
В годы Советской власти до 1998 года село входило в состав Лесниковского сельсовета.

## Население
| 1859 | 1905 | 1926 | 2002 | 2010 | 2021 |
| ---- | ---- | ---- | ---- | ---- | ---- |
| 219  | ↗317 | ↗404 | ↘17  | ↘15  | ↘2   |

## Достопримечательности
В селе находится действующая Церковь Успения Пресвятой Богородицы (1777—1781).